# Fra Cairo til Cap
Fra Cairo til Cap er en ekspeditionsfilm fra 1949 instrueret af Jens Bjerre.

## Handling
Jens Bjerre krydser ned over det afrikanske kontinent, hvor han har filmet uberørt natur, den vilde fauna og de indfødtes hverdag.